# ویدرنه یکم
ویدرنه (به پارسی باستان: 𐎻𐎡𐎭𐎼𐎴 Vidṛna)، در قیام هفت نفر شرکت داشت و با داریوش بزرگ بر ضد گئومات غاصب قیام کرده ‌ پادشاهی را به هخامنشیان بازگرداندند.
نام ویدرنه در منابع یونانی به شکل هیدارنس (Hydárnēs) ثبت شده‌است که برگرفته از نام پارسی آن که ممکن است به معنای "کسی که گناه/اشتباه را می‌داند" باشد.

## قیام هفت یار
گئومات غاصب بعد از رفتن کمبوجیه دوم به مصر خود را به جای بردیا پسر کوروش معرفی کرده، بر تخت نشست. او بعد از دست انداختن به تاج و تخت، تمام زنان کمبوجیه را نیز در اختیار گرفت، یکی از این زنان فیدیما، دختر هوتن یکی از تواناترین نجبای ایران بود.
هوتن یک گروه شش نفره (به احتساب خودش) از نجبای پارس را که به آن‌ها اطمینان داشت، در شوش شکل داد و با ورود داریوش از پارس او را نیز در گروه خویش وارد نمودند. این هفت تن با هم قسم خوردند که برای دفع غاصب اقدام کنند.
نام این هفت تن از این قراراست:
| ترتیب | در کتاب هرودوت          | در کتیبه بیستون |
| ----- | ----------------------- | --------------- |
| ۱     | اوتانس                  | اوتانه          |
| ۲     | اسپاتینس/اسپاکانه       | اردومنش         |
| ۳     | گوبریاس                 | گئوبروه         |
| ۴     | اینتافرنس               | وین‌دِفرنه        |
| ۵     | مگابیز                  | بغابوخش         |
| ۶     | هیدارنس                 | ویدرنه          |
| ۷     | داریوش، شاهزاده هخامنشی | داریوش          |

هفت یار وفادار بر آن شدند که بی‌درنگ بر غاصب بتازند و پس از ادای فریضه و دعا و نیایش برای پیروزی به طرف قصر شتافتند. بالاخره گئومات در قصر به وسیلهٔ داریوش کشته‌شد و ماجرای طغیان بردیای دروغین پایان یافت. تا آنجا که از روایت هرودوت بر می‌آید هم‌پیمانان ظاهراً خویشاوندی داریوش را با کوروش بزرگ، برای انتخاب او به سلطنت کافی ندیدند و حتی این نکته را هم که باید شیوهٔ حکومت عدهٔ قلیل یا حکومت عامه را پذیرفت یا طرز سلطنت استبدادی را ادامه داد، ظاهراً و آنگونه که هرودوت با تأکید و اصرار وقوع مباحثه‌ای درین باب را خاطر نشان می‌کند، درخور بحث دیدند.

## بعد از قیام
ویدرنه برای خدماتش ظاهراً ساتراپی هخامنشی، ارمنستان را به عنوان یک تیول نیمه موروثی دریافت کرد، زیرا فرزندان او تا دوره هلنیستی بر آن حکومت می‌کردند.
یرواند یکم (متوفی ۳۴۴ پیش از میلاد)، جد دودمان یرواندی، از تبار ویدرنه بود. بر اساس برخی از لوح‌های تخت جمشید، ویدرنه به عنوان ساتراپ سرزمین ماد در زمان داریوش خدمت می‌کرد.
از ویدرنه دو پسر به یادگار ماند، ویدرنه دوم و سیسامنس، که هر دو به عنوان فرمانده تحت فرمان پسر و جانشین داریوش، خشایارشا اول (ح. ۴۸۶–۴۶۵ پیش از میلاد) خدمت کردند.

## در فیلم‌ها
- در فیلم ۳۰۰ اسپارتا؛ سال ۱۹۶۲؛ دونالد هاتسون (Donald Houston) نقش ویدرنه را بازی می‌کرد.
- در فیلم درهای آتشین (Gates of Fire)؛ هایدرانوس، یکی از شخصیت‌های این فیلم است.
- در بازی ۳۰۰ تا شکوه برای فیلم ۳۰۰؛ ویدرنه نیز مانند بقیه اشخاص است.
- در بازی جنگ‌های کهن اسپارتا یکی از سرداران خشایارشا بود که بعد از مدتی کشته شد.